# 小阿納斯塔西夫卡
50°47′19″N 27°19′38″E / 50.78861°N 27.32722°E
小阿納斯塔西夫卡（烏克蘭語：Мала Анастасівка），是烏克蘭北部的村莊，隸屬日托米爾州的茲維亞赫爾區。該村始建於1895年，面積0.68平方公里，海拔高度193米，2001年人口255，人口密度每平方公里377.22人。